# 戈登·麦考利
戈登·麦考利（英語：Gordon McCauley，1972年3月9日—），新西兰男子自行车运动员。他曾代表新西兰参加2006年和2010年英联邦运动会自行车比赛，其中2006年英联邦运动会获得一枚铜牌。